# Oxypora convoluta
Oxypora convoluta är en korallart som beskrevs av Veron 2002. Oxypora convoluta ingår i släktet Oxypora och familjen Pectiniidae. IUCN kategoriserar arten globalt som otillräckligt studerad.
Artens utbredningsområde är Röda havet. Inga underarter finns listade i Catalogue of Life.